# Radula paganii
Radula paganii là một loài rêu trong họ Radulaceae. Loài này được Castle mô tả khoa học đầu tiên năm 1959.
Danh pháp khoa học của loài này chưa được làm sáng tỏ. 